# Schlunkendorf
Schlunkendorf ist ein Ortsteil der Stadt Beelitz im Landkreis Potsdam-Mittelmark in Brandenburg. 

## Geografie
Der Ort liegt zwischen Beelitz und Trebbin etwa 1,5 Kilometer nördlich der B 246 im Naturpark Nuthe-Nieplitz.

## Etymologie und Geschichte
Schlunkendorf wurde erstmals 1370, bereits unter dem heutigen Namen, urkundlich erwähnt. Benannt wurde der Ort nach einem Mann mit dem deutschen Personennamen (Zunamen) Schlunke, mittelniederdeutsch Slunk(e) (Schlemmer) zu slunk = Schlund, Kehle. 1375 umfasste die Größe des Dorfes insgesamt 40 Hufen, davon entfielen zwei auf den Pfarrer sowie sechs auf den Lehnschulzen. Weiterhin sind sieben Kötter und ein Krug überliefert. Die Ansiedlung entwickelte sich zu einem Gassendorf mit einem Kietz. Aus dem Jahr 1441 ist die Bezeichnung Schlunkendorpp überliefert. 1450 betrug die Größe bereits 44 Hufen; der Ort gelangte bis 1540 in die Vogtei bzw. das Amt Trebbin. Im Jahr 1472 wird erstmals ein Bewohner Schulze genannt. Ab 1580 erscheint der Ort erneut mit seiner heutigen Bezeichnung Schlunkendorf. Von der Familie Schulze ist 1616 ebenfalls erneut die Rede, daneben sind zwei Freibauern, sechs Hüfner und vier Kötter bekannt. Im Jahr 1624 existierten neun Küfner, drei Kötter, ein Hirte und ein Laufschmied, die insgesamt 40 Hufen Land bewirtschafteten. 1652 waren es sieben Küfner und vier Kötter mit insgesamt elf Personen. 1745 wurde erstmals eine Windmühle erwähnt. 1772 arbeiteten im Ort 93 Personen; 1801 waren es bereits 121. Im Jahr 1837 existierten 21 Wohnhäuser; 1858 erwähnte man erneut eine Windmühle, vier öffentliche Gebäude sowie 27 Wohn- und 52 Wirtschaftsgebäude. Sie verteilten sich auf 1574 Morgen Land, darunter 8 Morgen Gartenland, 449 Morgen Acker, 149 Morgen Wiese, 820 Morgen Weide und 143 Morgen Wald. Im Jahr 1826 gelangte der Ort bis 1872 zum Amt Potsdam, zuvor wurde es vom Amt in Saarmund betreut. In den Jahren 1858 lebten im Ort 173, 1885 bereits 225 Einwohner. Im Jahr 1900 verfügte Schlunkendorf über 41 Häuser; die Gemarkung umfasst 622 Hektar. 1958 gründete sich die erste Landwirtschaftliche Produktionsgenossenschaft Typ I mit sieben Mitgliedern, die 53 Hektar Nutzfläche bewirtschafteten. Zwei Jahre später waren es bereits 67 Mitglieder und 417 Hektar Fläche.
Bis zur Eingemeindung nach Beelitz am 31. Dezember 2001 war Schlunkendorf eine eigenständige Gemeinde, die im 19. und 20. Jahrhundert bis zu dessen Auflösung zum Landkreis Zauch-Belzig gehörte.

## Wappen
| Wappen von Schlunkendorf | Blasonierung: „Im rot-silbern gespaltenen Schild ein nach oben offenes Hufeisen, eine Glocke mit Klöppel umschließend, alles in verwechselten Farben.“ |
| Wappen von Schlunkendorf | Wappenbegründung: Die Glocke im Wappen steht für Tradition und für die Verbundenheit der Einwohner Schlunkendorfs zu ihrer Geschichte. Die Form der im Wappen dargestellten der Glocke, entspricht den beiden Bronzeglocken im Glockenturm der Schlunkendorfer Kirche. Die Dorfkirche von Schlunkendorf ist eine Saalkirche aus dem 18. Jahrhundert, die im Inneren eine Hufeisenempore aufweist. Das Dorf ist heute geprägt von mehreren Reiterhöfen, die unter anderem Dienstleistungen wie Reitunterricht und Pferdehaltung anbieten. Auch Gastronomie nimmt, in Verbindung dazu, einen hohen Stellenwert ein. Das ländliche Bild zeigt vielerorts Pferde auf den Wiesen und Koppeln. In einer Kombination aus Tradition und Gegenwart wollte sich der Ortsteil Schlunkendorf in seinem Wappenbild dargestellt sehen. Die Tingierung in Rot-Silber (Weiss) ist angelehnt an die Farbgebung des Landes Brandenburg und der Stadt Beelitz. Das Wappen wurde vom Heraldiker Ismet Salahor aus Frankfurt/Main gestaltet und am 5. Dezember 2017 unter der Registratur 56 BR in die Deutsche Ortswappenrolle des HEROLD eingetragen und dokumentiert. Gestiftet wurde es vom Ortsvorstand des Ortsteiles Schlunkendorf, um es als Symbol der örtlich-lokalen Identität außerhalb von Amtshandlungen zu führen. |

## Sehenswürdigkeiten
Die Dorfkirche Schlunkendorf ist eine Saalkirche, die im 18. Jahrhundert erbaut wurde. Im Innern des schlichten Bauwerks befinden sich eine Hufeisenempore sowie eine Kanzel aus der Bauzeit der Kirche.